# Ordre de bataille lors de la bataille de Vimeiro
Pour un article plus général, voir Bataille de Vimeiro.
 (avril 2025).
Si vous disposez d'ouvrages ou d'articles de référence ou si vous connaissez des sites web de qualité traitant du thème abordé ici, merci de compléter l'article en donnant les références utiles à sa vérifiabilité et en les liant à la section « Notes et références ».
Ce qui suit est l'ordre de bataille des forces militaires en présence lors de la bataille de Vimeiro, qui eut lieu le 20 août 1808 pendant la guerre d'Espagne et du Portugal.

## Armée Anglo-Portugaise

### Troupes britanniques

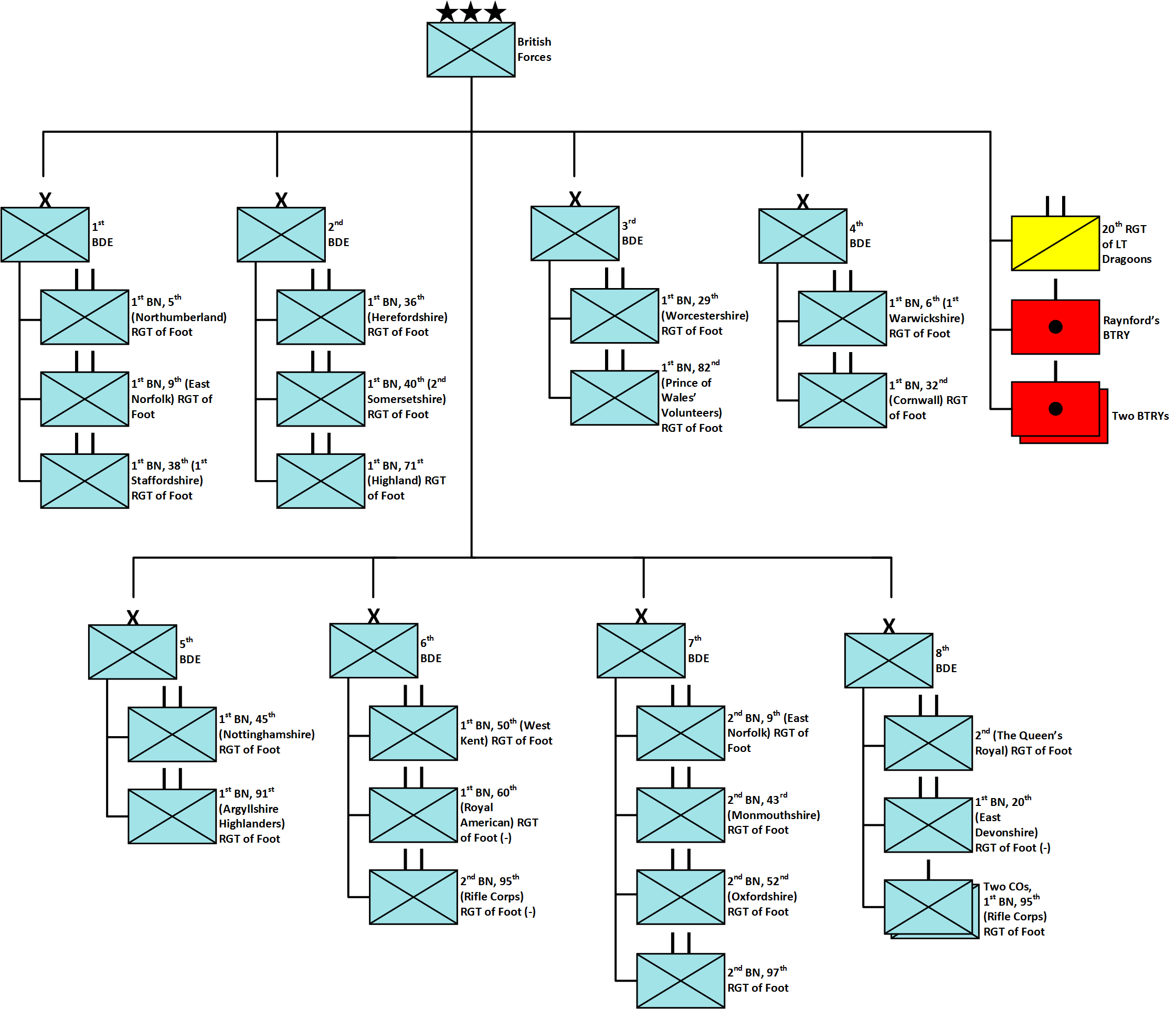
Organigramme des forces britanniques.

Les troupes britanniques sont évaluées à 18 760 soldats, sous-officiers et officiers, et 18 canons.
- 1re Brigade Général Rowland Hill (2 658 hommes)
  - 5e régiment d’infanterie (en) (1er bataillon - 944 hommes)
  - 9e régiment d’infanterie (en) (1er bataillon - 761 hommes)
  - 38e régiment d’infanterie (en) (1er bataillon - 953 hommes)
- 2e Brigade Général James Fergusson (2 449 hommes)
  - 36e régiment d’infanterie (en) (1er bataillon - 591 hommes)
  - 40e régiment d’infanterie (en) (1er bataillon - 923 hommes)
  - 71e régiment d’infanterie (1er bataillon - 935 hommes)
- 3e Brigade Général Nightingale (1 520 hommes)
  - 29e régiment d’infanterie (en) (1er bataillon - 616 hommes)
  - 82e régiment d’infanterie (en) (1er bataillon - 904 hommes)
- 4e Brigade Général Bowes (1 813 hommes)
  - 6e régiment d’infanterie (en) (1er bataillon - 943 hommes)
  - 32e régiment d’infanterie (en) (1er bataillon - 870 hommes)
- 5e Brigade Général C Crawfurd (1 832 hommes)
  - 45e régiment d’infanterie (en) (1er bataillon - 915 hommes)
  - 91e régiment d’infanterie (1er bataillon - 917 hommes)
- 6e Brigade Général Henry Fanes (en) (1 903 hommes)
  - 50e régiment d’infanterie (en) (1er bataillon - 945 hommes)
  - 60e régiment d’infanterie (5e bataillon - 604 hommes)
  - 95e régiment d’infanterie (4 compagnies du 2e bataillon - 354 hommes)
- 7e Brigade Général Anstruther (2 703 hommes)
  - 9e régiment d’infanterie (en) (2e bataillon - 633 hommes)
  - 43e régiment d’infanterie (en) (2e bataillon - 721 hommes)
  - 52e régiment d’infanterie (en) (2e bataillon - 654 hommes)
  - 97e régiment d’infanterie (en) (2e bataillon - 695 hommes)
- 8e Brigade Général Wroth Palmer Acland (en) (1 332 hommes)
  - 2e régiment d’infanterie (1er bataillon - 731 hommes)
  - 20e régiment d’infanterie (7 compagnie 1/2 - 401 hommes)
  - 95e régiment d’infanterie (2 compagnies - 200 hommes)

### Cavalerie
- 20e dragons légers (en) (240 hommes)

### Artillerie
- 18 canons (226 hommes)

### Détachement Portugais
Le détachement portugais est évalué à 2 585 soldats, sous-officiers et officiers.
- 6e régiment de cavalerie (104 hommes)
- 11e régiment de cavalerie (50 hommes)
- 12e régiment de cavalerie (104 hommes)
- Police montée de Lisbonne (41 hommes)
- 4e régiment d’artillerie portugaise (210 hommes)
- 12e régiment d’infanterie (605 hommes)
- 21e régiment d’infanterie (605 hommes)
- 24e régiment d’infanterie (304 hommes)
- Caçadores[Note 2] de Porto (562 hommes)

## Armée française
Les effectifs de l'Armée du Portugal, sous le commandement du général de division Jean-Andoche Junot, sont évalués à 8 300 fantassins, 2 100 grenadiers de réserve, 1 950 cavaliers et 700 canonniers.
- 1re division d’infanterie : général de division Henri-François Delaborde
  - Brigade : général de brigade Antoine François Brenier-Montmorand
    - 2e régiment d’infanterie légère — 3e bataillon
    - 4e régiment d’infanterie légère — 3e bataillon

  - 70e régiment d’infanterie de ligne — 1er et 2e bataillons
  - Brigade : général de brigade Jean Guillaume Barthélemy Thomières
  - 86e régiment d’infanterie de ligne — 1er et 2e bataillons
  - 4e régiment d’infanterie suisse — 2 compagnies
- 2e division d’infanterie : général de division Louis Henri Loison
  - Brigade : général de brigade Jean-Baptiste Solignac
    - 12e régiment d’infanterie légère — 3e bataillon
    - 15e régiment d’infanterie légère — 3e bataillon
    - 58e régiment d’infanterie de ligne — 3e bataillon

  - Brigade : général de brigade Hugues Charlot
    - 32e régiment d’infanterie de ligne — 3e bataillon
    - 82e régiment d’infanterie de ligne — 3e bataillon
- Réserve : général de division François Étienne Kellermann
  - Grenadiers — 4 bataillons
- Cavalerie : général de brigade Pierre Margaron
  - Cavalerie de volontaires — 1 escadron[Note 4]
  - 26e régiment de chasseurs à cheval — 4e escadron
  - 3e régiment provisoire de dragons
    - 1er régiment de dragons — 4e escadron
    - 3e régiment de dragons — 4e escadron

  - 4e régiment provisoire de dragons
    - 4e régiment de dragons — 4e escadron
    - 5e régiment de dragons — 4e escadron

  - 5e régiment provisoire de dragons
    - 9e régiment de dragons — 4e escadron
    - 15e régiment de dragons — 4e escadron
- Artillerie : général de brigade Albert Louis Valentin Taviel
  - 23 canons